# 天空橋駅
天空橋駅（てんくうばしえき）は、東京都大田区羽田空港一丁目にある、京浜急行電鉄・東京モノレールの駅である。駅名は近くの海老取川に架かる同名の人道橋に由来している。

## 乗り入れ路線
京浜急行電鉄
 空港線 - 駅番号「KK15」
東京モノレール
 東京モノレール羽田空港線 - 駅番号「MO 07」

## 歴史
京急・東京モノレールともに、かつて周辺に前身となった駅が存在しており、東京国際空港（羽田空港）の沖合展開事業に伴う路線延伸に合わせ、それらを事実上移転する形で当駅が設置された。ただし手続き上はいずれも移転ではなく、前身の駅を廃止した上で当駅を新設開業した形となっている。

### 京浜急行電鉄
当駅および前身となった駅は長年、京急としては羽田空港の最寄り駅で空港ターミナルへのアクセス駅と設定されながら、それが有効に機能しなかった歴史を持つ。
当駅の前身である「羽田空港駅」は1956年に開業し（開業前の経緯は「京急空港線#歴史」を参照）、現在の天空橋駅より約200メートル京急蒲田駅方向、海老取川の対岸付近の大田区羽田五丁目（北緯35度32分57.5秒 東経139度45分7秒 / 北緯35.549306度 東経139.75194度）に位置する地上駅であり、東京国際空港が沖合に移転する以前の旧空港ターミナルへのアクセス駅となっていた。しかし、その実態は「地理に不案内な乗客が駅名を頼りに降り立って、川を隔てて遥か彼方の羽田空港を眺めて茫然とする」というものであり、加えて当時の空港線がほぼ終日京急蒲田 - 羽田空港間折り返しの普通列車のみというダイヤで、空港アクセスには全くといっていいほど役に立たなかった。一時は羽田空港駅から旧空港ターミナルへの連絡バスが設定・運行されていた時期もあったが、それも利用者が付かずに短期間で廃止され、以降は徒歩またはタクシーでのアクセスに頼っていた。その後、1980年代に羽田空港の沖合移転計画が具体化した頃から、狭小な駅前広場に入れるマイクロバス（空港関係者の通勤・帰宅の多い朝晩は中型バス）により再開され、昼間は1時間に1本の間隔で運行された。
羽田空港の沖合移転に伴う空港アクセス路線確保の一環として、1991年1月16日に穴守稲荷 - 羽田空港間の営業を一時休止した上、1993年4月1日に再度空港島に乗り入れ、現在の位置に「羽田駅」を新設、同時に旧羽田空港駅を正式に廃止した。また、旧羽田空港駅周辺住民の利便を図って海老取川に架けられた人道橋は、地元からの公募で「天空橋」と名付けられ、同日に開通した。なお、旧羽田空港駅の跡地は駐車場に転用された。
移転前に比べると、空港アクセスの手段としての利便性が増した。しかし、元々が東京モノレールへの乗換えによる空港アクセスを前提とした、新ターミナルビル「ビッグバード」直下乗り入れまでの暫定アクセス駅という扱いであり、旧空港ターミナルへは循環バス、「ビッグバード」開業後は東京モノレールにそれぞれ乗り換えることを余儀なくされた。1998年に羽田空港駅（現在の羽田空港第1・第2ターミナル駅）が開業すると、同駅に空港アクセス駅としての役割を譲り、現在の「天空橋駅」に改称した。
なお、当駅が設置される前の仮称駅名は「羽田空港口駅」であった。

#### 沿革
- 1956年（昭和31年）4月20日 - 稲荷橋駅を穴守稲荷駅への改称と同時に、休止区間のうち穴守稲荷駅 - 羽田空港駅を復活させ、これに伴い、羽田空港駅（はねだくうこうえき）が開業。
- 1963年（昭和38年）11月1日 - 路線名が穴守線から空港線に改称[8]。
- 1985年（昭和60年）6月18日 - 羽田空港駅 - 羽田空港口駅（仮称）間の延伸免許を申請（同年7月24日認可）[6]。
- 1988年（昭和63年）9月26日 - 羽田空港駅 - 羽田空港口駅間の延伸工事に着工[9]。
- 1991年（平成3年）1月16日 - 延伸工事に伴い、穴守稲荷駅 - 羽田空港駅の営業を休止[3][9]。
- 1993年（平成5年）
  - 4月1日 - 羽田空港駅を廃止。延伸工事の完成に伴い、現在地に羽田駅（はねだえき）を新設[4]。
  - 9月27日 - 東京モノレール羽田線（現在の東京モノレール羽田空港線）の移設に伴い、同線との連絡業務を開始。
- 1998年（平成10年）11月18日 - 空港線の羽田空港駅（現在の羽田空港第1・第2ターミナル駅）開業に伴い、誤解を防ぐ目的として「天空橋駅」に改称[10][11]。
- 2007年（平成19年）3月18日 - ICカード「PASMO」の利用が可能となる。
- 2010年（平成22年）5月16日 - ダイヤ改正が実施され、エアポート急行の停車駅となる[12]。
- 2020年（令和2年）
  - 6月25日 - 副駅名に「羽田イノベーションシティ」が追加[13]。
  - 7月3日 - HICity口が供用開始[13]。

### 東京モノレール
前身の駅は、1964年の東京モノレール開業時に終着駅として設置された羽田駅であり、現在の当駅の北東、沖合移転前の羽田空港旅客ターミナルの地下にあった（北緯35度32分56秒 東経139度45分37秒 / 北緯35.54889度 東経139.76028度）。羽田整備場駅（現：整備場駅）から旧・羽田駅間は単線だった。旧・羽田駅の跡地は現在の羽田空港B滑走路南端付近にあたり、痕跡は残っていない。

#### 沿革
- 1964年（昭和39年）9月17日 - 羽田駅として開業。
- 1993年（平成5年）9月27日 - 羽田空港駅（現・羽田空港第1ターミナル駅）延伸に伴い旧駅を廃止し、新線上の現在の駅が開業[5]。京急空港線と連絡業務を開始[5]。
- 1998年（平成10年）11月18日 - 京急空港線羽田空港駅開業により天空橋駅に改称。
- 2002年（平成14年）4月21日 - ICカード「Suica」の利用が可能となる。
- 2020年（令和2年）
  - 6月25日 - 副駅名に「HANEDA INNOVATION CITY」が追加[14]。
  - 7月3日 - HICity口が供用開始[14]。

## 駅構造
京急・東京モノレールともに独立した駅舎を持っているが、京急線改札階と東京モノレール浜松町方面ホームを結ぶ乗り換え専用改札口が存在する。
また、HICity口では両線の改札が並ぶように配置され、それぞれの羽田空港方面ホームに接続しているほか、同通路上に京急→東京モノレールの乗り換え専用改札も設置されている（東京モノレール→京急は一旦改札外に出る必要がある）。HICity口の開設前は乗り換え専用通路としてのみ供用されていたが、京急空港線の羽田空港延伸以降は午前7時から午前11時までの営業（京急→東京モノレールの一方通行）となっていた。HICity口への改良・転用後は乗り換え改札が京急のホーム階からモノレールのホーム階に移動し、初電から終電まで終日利用可能となった。なお、HICity口から京急蒲田・浜松町方面のホームへは直結していないため、いずれも羽田空港方面ホーム・コンコース階を経由して反対ホームに回る必要がある。

### 京浜急行電鉄
相対式ホーム2面2線を有する地下駅。
ホーム部分は空をイメージした青いタイル壁面とされている。羽田空港まで延伸される前までは1番線が降車ホーム、2番線が乗車ホームであり、その先に渡り線と2本の折り返し線を設置していた。2番線には発車標（初代反転フラップ式）も設置されていた。その後、羽田空港延伸後は渡り線の使用を中止し、折り返し線も本線として使われるようになったため、各ホームに列車接近案内装置が設置された。
京急線構内ではNTTドコモのdocomo Wi-Fi、NTT東日本のフレッツ・スポットの無線LANが使用可能。2012年8月現在、UQコミュニケーションズのWiMAXも使用可能。エスカレーターは各ホーム及び各出口に1台ずつ設置済。エレベーターについては各ホーム及びA1出口のみ設置済（A2出口にはなし）。B1階（改札コンコース）には多機能トイレ（身障者等用トイレ）設置済。京急線改札口にあった旧出札窓口は駅構内改良工事に伴い撤去された。

#### のりば
| 番線 | 路線   | 方向 | 行先                |
| ---- | ------ | ---- | ------------------- |
| 1    | 空港線 | 下り | 羽田空港方面        |
| 2    | 空港線 | 上り | 品川方面 / 横浜方面 |

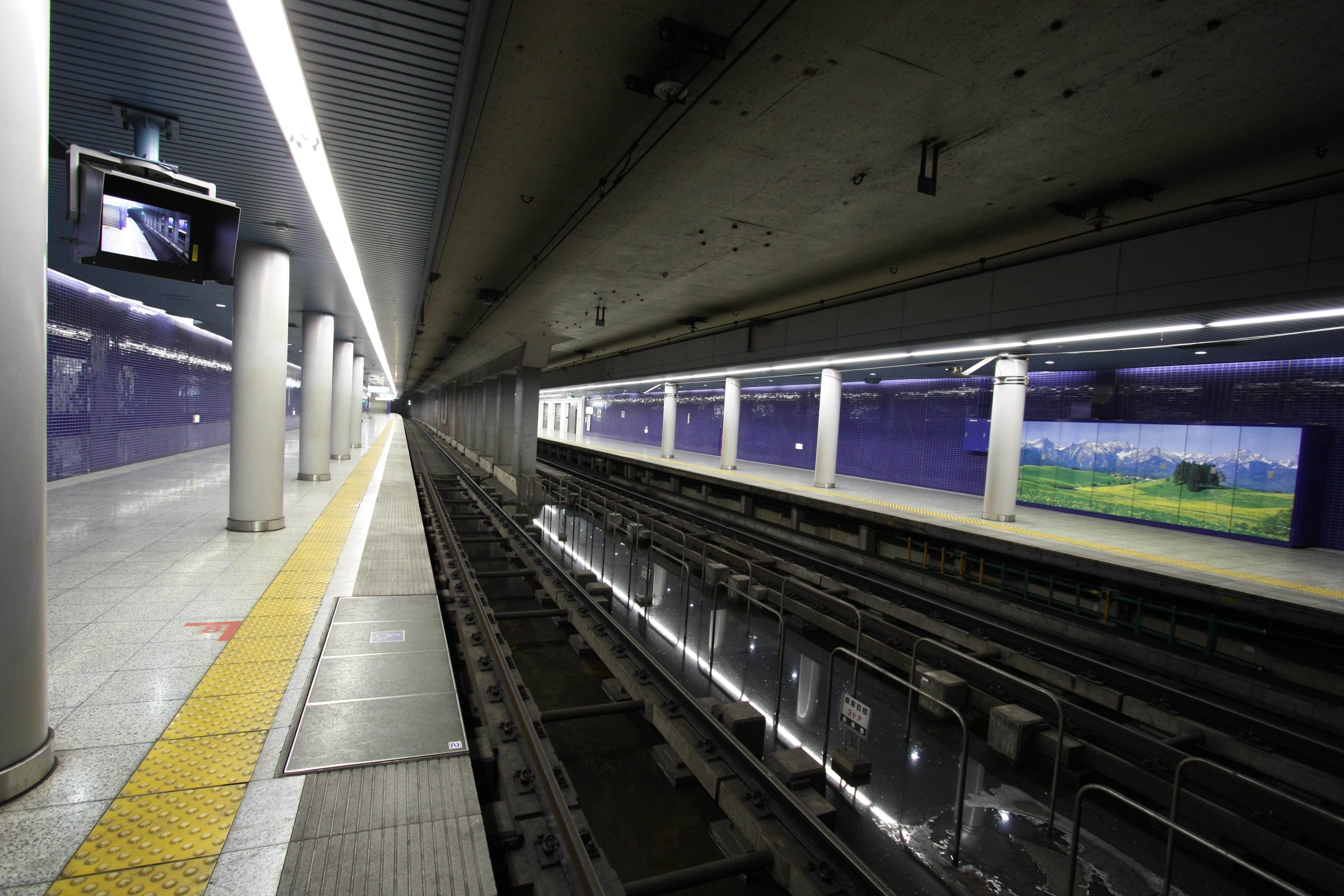
ホーム（2010年3月）
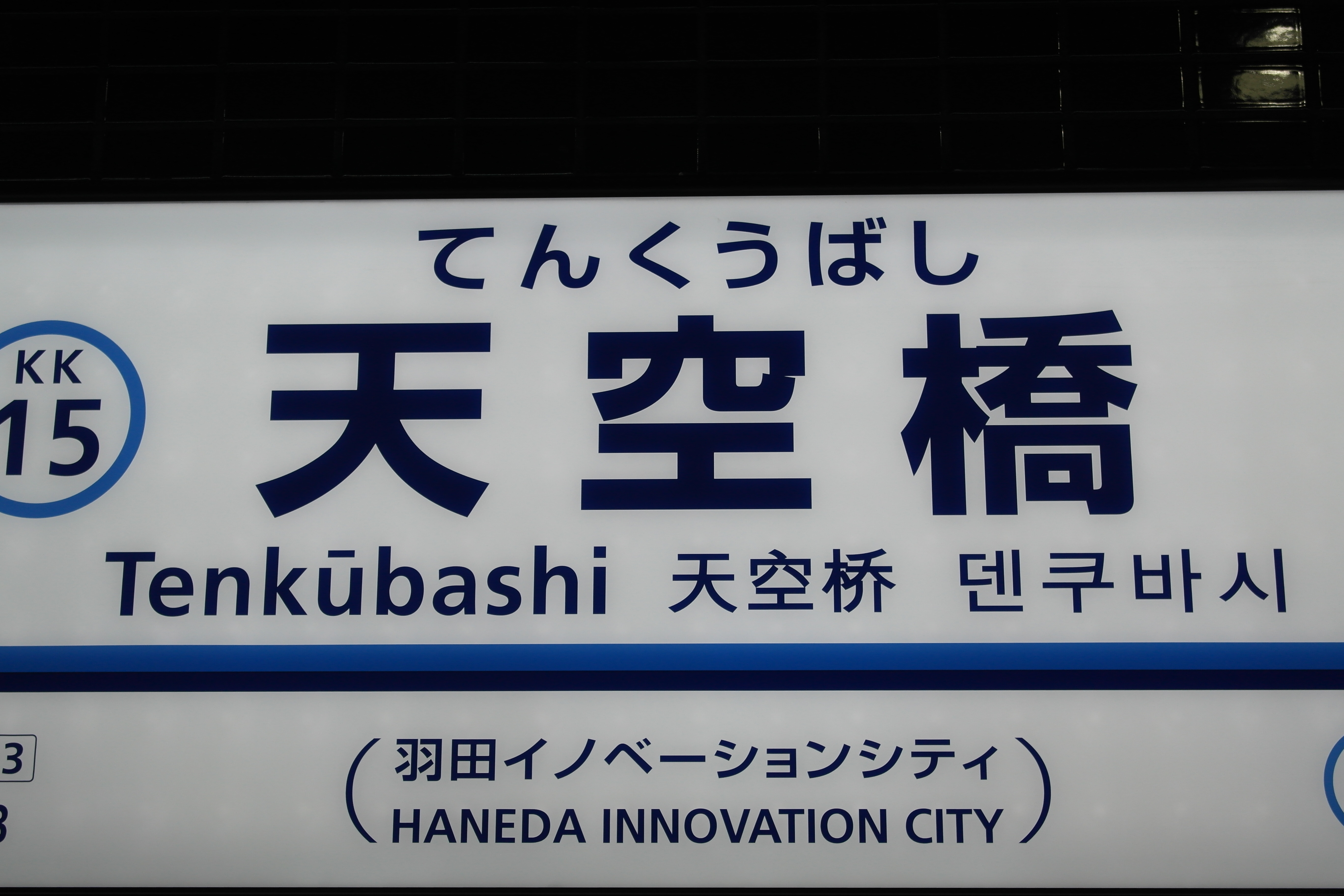
駅名標（2020年7月）

### 東京モノレール
相対式ホーム2面2線を有する地下駅。
東京モノレールの駅舎は、飛行機のジェットエンジンをモチーフとした設計とされている。ホームと駅舎の間にはエレベーターが、駅舎から地上の間とB1階京急線連絡口にはスロープがある。
旧空港ターミナル直下にあった移転前の羽田駅は、島式ホーム1面2線を有する地下駅だった。
モノレール・エージェンシーが駅業務を受託する業務委託駅である。

#### のりば
| 番線 | 路線                     | 方向 | 行先                      |
| ---- | ------------------------ | ---- | ------------------------- |
| 1    | 東京モノレール羽田空港線 | 下り | 羽田空港第2ターミナル方面 |
| 2    | 東京モノレール羽田空港線 | 上り | モノレール浜松町方面      |

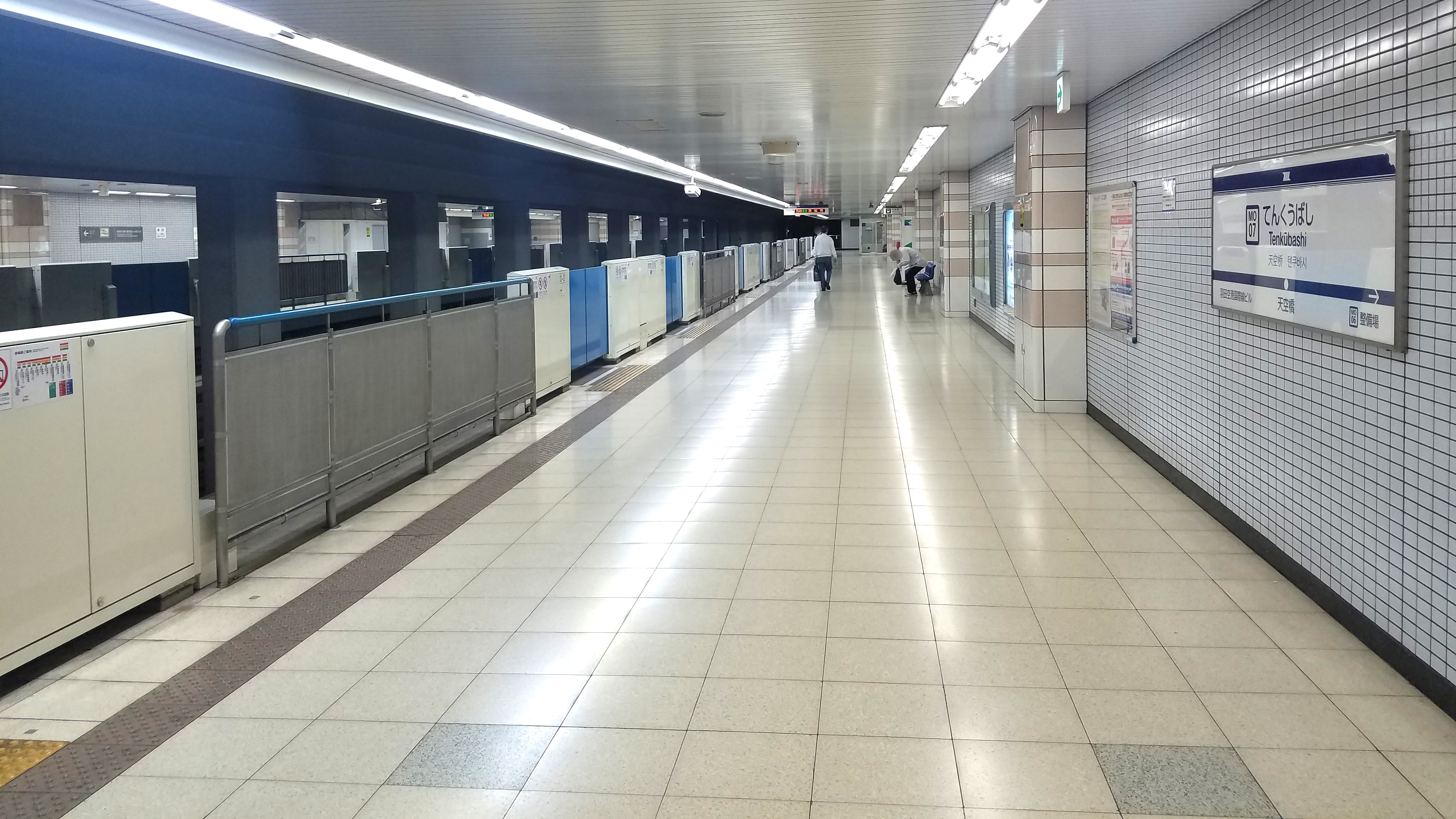
ホーム（2019年11月）
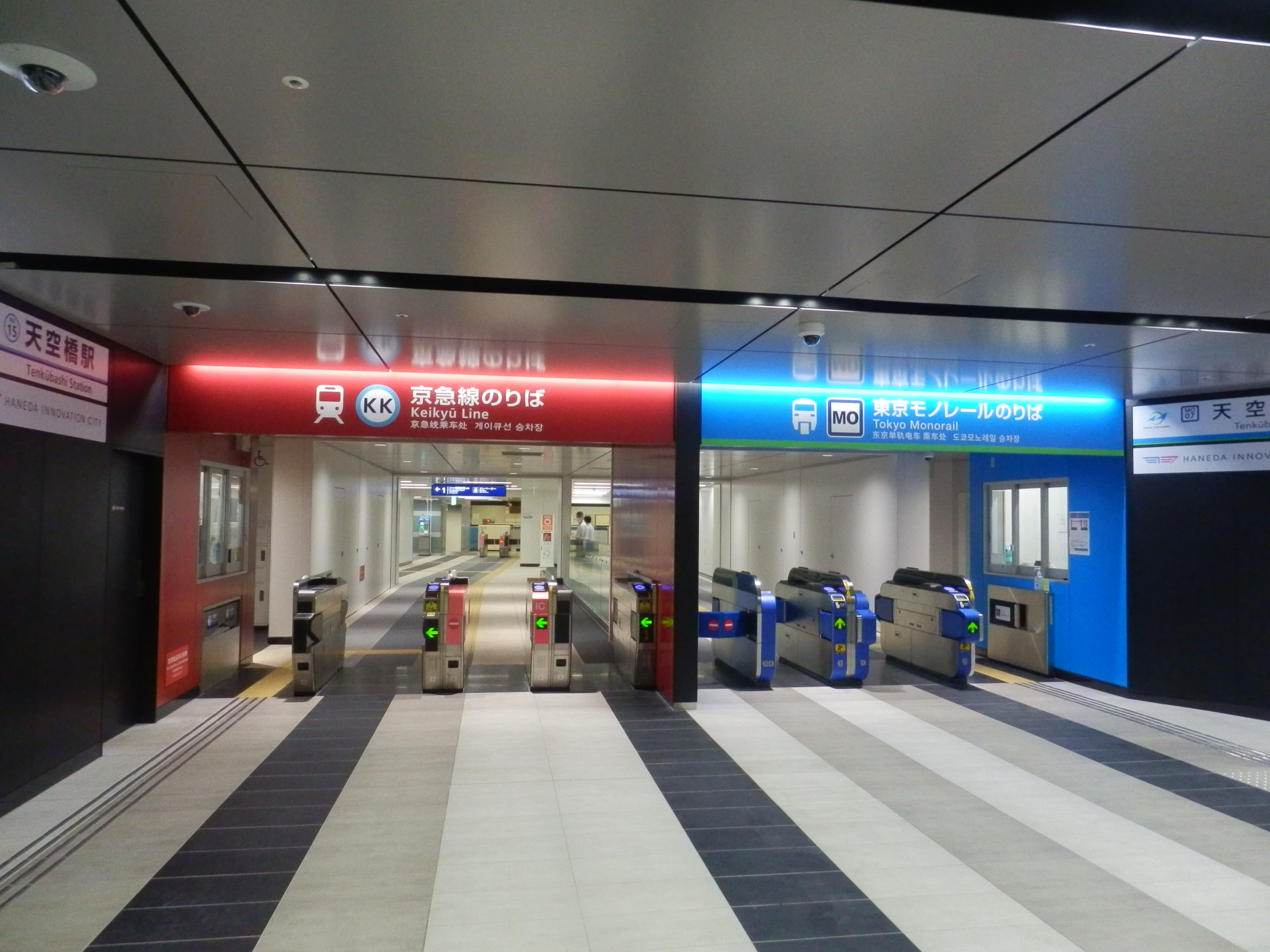
HICity口（2020年7月）
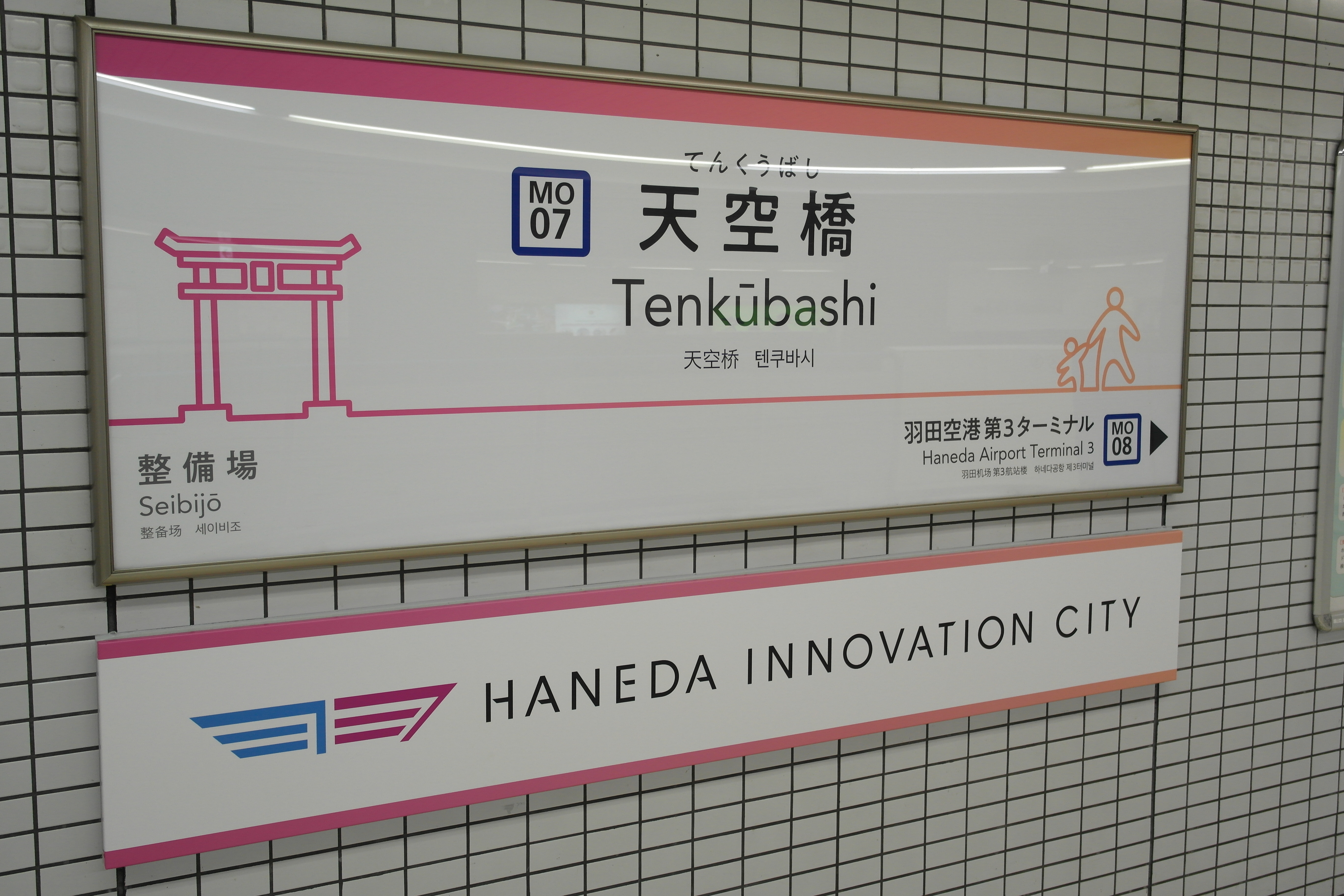
駅名標（2020年7月）

## 利用状況
- 京浜急行電鉄 - 2024年度の1日平均乗降人員は18,979人である[京急 1]。
- 東京モノレール - 2024年度の1日平均乗降人員は11,444人である[東モノ 1]。

### 年度別1日平均乗降人員
近年の1日平均乗降人員は下表の通りである。
| 年度               | 京浜急行電鉄     | 京浜急行電鉄 | 京浜急行電鉄    | 東京モノレール   | 東京モノレール | 出典 |
| 年度               | 1日平均 乗降人員 | 増加率       | （内） 乗換人員 | 1日平均 乗降人員 | 増加率         | 出典 |
| ------------------ | ---------------- | ------------ | --------------- | ---------------- | -------------- | ---- |
| 2003年（平成15年） | 16,252           |              | 5,136           |                  |                |      |
| 2004年（平成16年） | 16,738           | 3.0%         | 5,649           |                  |                |      |
| 2005年（平成17年） | 17,486           | 4.5%         | 6,003           | 11,414           |                |      |
| 2006年（平成18年） | 18,285           | 4.6%         | 6,496           | 11,871           | 4.0%           |      |
| 2007年（平成19年） | 19,029           | 4.1%         | 6,239           | 11,257           | −5.2%          |      |
| 2008年（平成20年） | 21,054           | 10.6%        | 6,361           | 11,851           | 5.3%           |      |
| 2009年（平成21年） | 21,767           | 3.4%         | 6,111           | 11,501           | -3.0%          |      |
| 2010年（平成22年） | 20,055           | -7.9%        | 5,563           | 10,478           | -8.9%          |      |
| 2011年（平成23年） | 18,612           | -7.2%        | 5,288           | 9,752            | -6.9%          |      |
| 2012年（平成24年） | 18,543           | -0.4%        | 5,451           | 9,766            | 0.1%           |      |
| 2013年（平成25年） | 19,475           | 5.0%         | 5,797           | 10,129           | 3.7%           |      |
| 2014年（平成26年） | 18,367           | -5.7%        | 5,614           | 10,136           | 0.1%           |      |
| 2015年（平成27年） | 18,426           | 0.3%         | 5,782           | 10,227           | 0.9%           |      |
| 2016年（平成28年） | 18,891           | 2.5%         | 6,127           | 10,679           | 4.4%           |      |
| 2017年（平成29年） | 19,836           | 5.0%         | 6,490           | 11,416           | 6.9%           |      |
| 2018年（平成30年） | 21,293           | 7.3%         | 7,204           | 12,322           | 7.9%           |      |
| 2019年（令和元年） | 20,774           | -2.4%        | 7,448           | 13,075           | 6.1%           |      |
| 2020年（令和02年） | 12,581           | -39.4%       |                 | 8,593            | -34.3%         |      |
| 2021年（令和03年） | 12,755           | 1.4%         |                 | 8,619            | 0.3%           |      |
| 2022年（令和04年） | 15,703           | 23.1%        |                 | 9,981            | 15.8%          |      |
| 2023年（令和05年） | 18,262           | 16.3%        |                 | 11,328           | 13.5%          |      |
| 2024年（令和06年） | 18,979           |              |                 | 11,444           | 0.1%           |      |

### 年度別1日平均乗車人員
開業以降の1日平均乗車人員は下表の通りである。
| 年度               | 京浜急行電鉄 羽田空港駅 (初代) | 東京モノレール 羽田駅 (初代) | 出典    |
| ------------------ | ------------------------------ | ---------------------------- | ------- |
| 1990年（平成02年） | 7,783                          | 44,373                       | [ * 1 ] |
| 1991年（平成03年） | 休止                           | 46,689                       | [ * 2 ] |
| 1992年（平成04年） | 休止                           | 48,044                       | [ * 3 ] |

| 年度               | 京浜急行電鉄 | 東京モノレール | 出典    |
| 年度               | 羽田駅 (2代) | 羽田駅 (2代)   | 出典    |
| ------------------ | ------------ | -------------- | ------- |
| 1993年（平成05年） | 9,493        | 31,230         | [ * 4 ] |
| 1994年（平成06年） | 13,175       | 15,455         | [ * 5 ] |
| 1995年（平成07年） | 13,585       | 15,615         | [ * 6 ] |
| 1996年（平成08年） | 13,696       | 15,803         | [ * 7 ] |
| 1997年（平成09年） | 13,663       | 15,641         | [ * 8 ] |
| 1998年（平成10年） | 12,145       | 13,537         | [ * 9 ] |

| 年度               | 京浜急行電鉄 | 東京モノレール | 出典     |
| 年度               | 天空橋駅     | 天空橋駅       | 出典     |
| ------------------ | ------------ | -------------- | -------- |
| 1999年（平成11年） | 7,388        | 6,842          | [ * 10 ] |
| 2000年（平成12年） | 7,356        | 6,203          | [ * 11 ] |
| 2001年（平成13年） | 7,638        | 6,214          | [ * 12 ] |
| 2002年（平成14年） | 7,762        | 6,066          | [ * 13 ] |
| 2003年（平成15年） | 7,790        | 5,511          | [ * 14 ] |
| 2004年（平成16年） | 8,060        | 5,912          | [ * 15 ] |
| 2005年（平成17年） | 8,427        | 5,759          | [ * 16 ] |
| 2006年（平成18年） | 8,822        | 6,003          | [ * 17 ] |
| 2007年（平成19年） | 9,134        | 5,937          | [ * 18 ] |
| 2008年（平成20年） | 10,159       | 6,348          | [ * 19 ] |
| 2009年（平成21年） | 10,515       | 6,195          | [ * 20 ] |
| 2010年（平成22年） | 9,712        | 5,641          | [ * 21 ] |
| 2011年（平成23年） | 9,027        | 5,281          | [ * 22 ] |
| 2012年（平成24年） | 9,041        | 5,310          | [ * 23 ] |
| 2013年（平成25年） | 9,490        | 5,602          | [ * 24 ] |
| 2014年（平成26年） | 8,939        | 5,649          | [ * 25 ] |
| 2015年（平成27年） | 8,978        | 5,736          | [ * 26 ] |
| 2016年（平成28年） | 9,103        | 6,007          | [ * 27 ] |
| 2017年（平成29年） | 9,671        | 6,515          | [ * 28 ] |
| 2018年（平成30年） | 10,378       | 6,921          | [ * 29 ] |
| 2019年（令和元年） | 10,109       | 7,380          | [ * 30 ] |

## 駅周辺
当駅周辺は羽田空港の敷地に隣接しており、第二次世界大戦後のGHQによる立ち退き政策などの影響などにより海老取川以東に民家はない。駅北方には各社の整備場や処理施設が多く存在する。
付近にはかつて羽田空港の国内線ターミナル（1993年まで）および国際線ターミナル（1998年まで）が存在していたが、沖合展開事業に伴ってこれらの空港施設は廃止・撤去され、約53ヘクタールに及ぶ空き地が捻出された。大田区はこの区域を羽田空港跡地利用計画として整備することを定め、当駅周辺はその第1ゾーンとして、産業支援、文化・交流および多目的広場・緑地として利用することになっている。第1ゾーンにおける第1期事業として「HANEDA INNOVATION CITY」（羽田イノベーションシティ、通称：HICity）が2020年7月3日に先行オープンし、2023年11月16日にグランドオープンした。
かつては駅の東側に羽田東急ホテルや日本航空オペレイションセンターがあったが、羽田空港第2旅客ターミナルの開業による移転で閉館した。
- 東京消防庁蒲田消防署 空港分署
- 警視庁東京空港警察署 弁天橋交番
- 穴守稲荷神社旧一の大鳥居 - 東京モノレールの駅名標にも描かれている鳥居。かつては旧ターミナルビルの駐車場内にあり、1999年に移転してきた。
- 穴守稲荷神社
- HANEDA INNOVATION CITY
  - Zepp Haneda（TOKYO）
- 空港振興財団羽田綜合センター
- JAL航空機整備東京
- 大田漁業協同組合
- 羽田空港天空橋船着場[22]
- 海老取川
- 多摩川
- 国道131号
- 東京都道311号環状八号線
- 京急EXイン 羽田
- 旧三町顕彰の碑 - かつて当駅周辺に存在した羽田鈴木町・羽田穴守町・羽田江戸見町、及びその強制退去の歴史を記した石碑。2022年建立。[23]

## バス路線

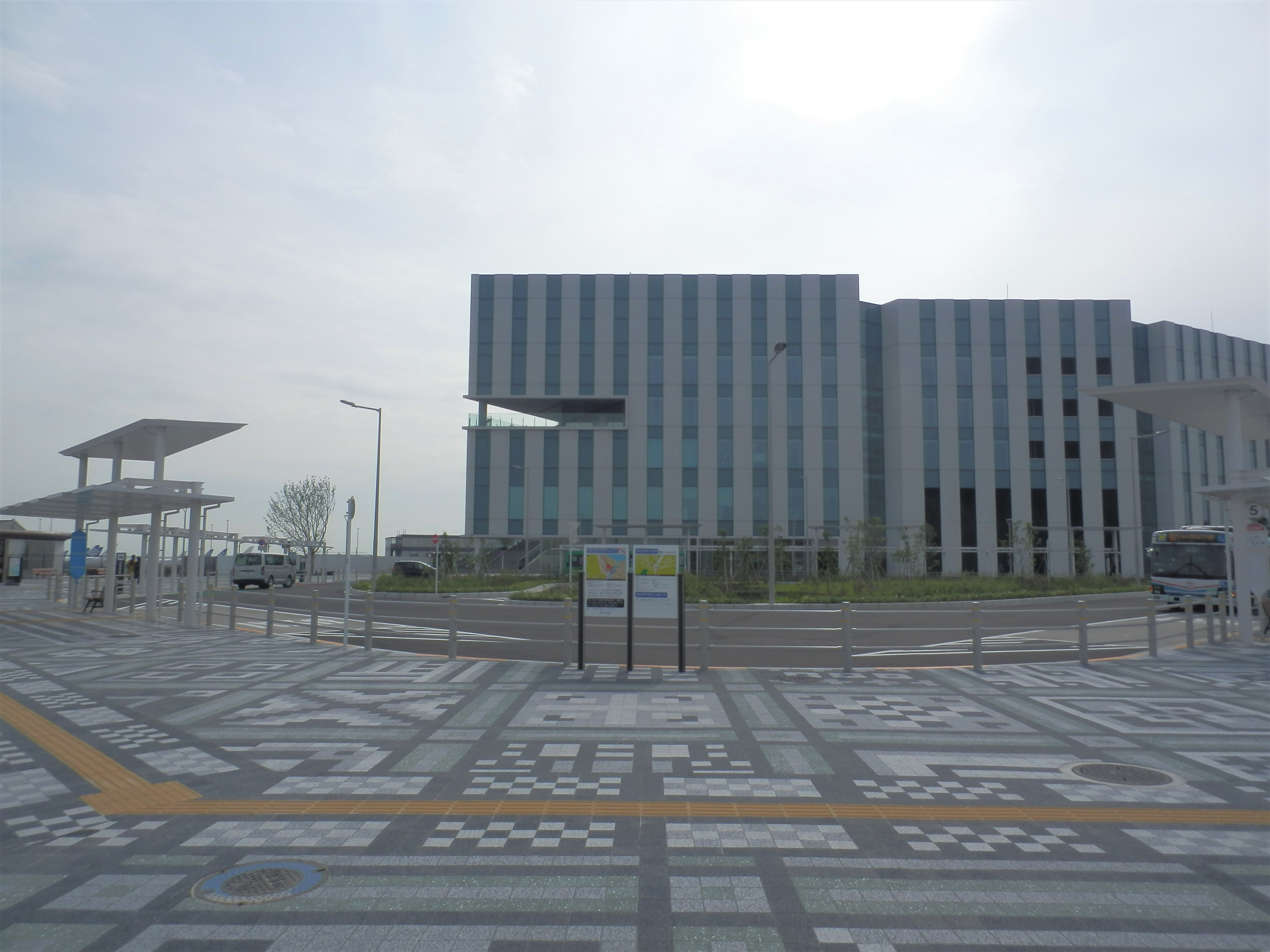
交通広場（2020年7月）

- 天空橋駅（京浜急行バス・川崎鶴見臨港バス）

以前は沿道のバス停から発着していたが、2020年7月3日より交通広場が供用開始したことで、空港ターミナルを発着する系統が乗り入れを開始した。また、2021年3月24日からは羽田車庫や整備場を発着する系統も交通広場への乗り入れを始め、沿道のバス停は廃止された。2022年4月1日からは多摩川スカイブリッジの開通に伴って新たに川崎鶴見臨港バスが乗り入れ、大109系統と天空01系統の運行を開始した。2022年3月時点で2番と3番の乗り場は欠番となっているが、将来的な設置を見据えて、交通広場内に乗り場スペースが確保されている。
- 1番乗り場
  - 森21・蒲31 - 羽田空港行 （毎時4本程度）
  - 空71 - 羽田空港循環 （※朝のみ）
- 4番乗り場
  - 京浜急行バス
    - 森21・蒲32・蒲43・蒲73・川77・空71 - 羽田車庫行
    - 蒲42 - 整備場行 （※平日朝1本のみ）

  - 川崎鶴見臨港バス
    - 大109 - 大師橋駅前行 （毎時1 - 2本程度）
    - 天空01 - 浮島バスターミナル行 （※朝夕のみ）
- 5番乗り場
  - 蒲31・蒲32 - 日の出通り経由 蒲田駅東口行
  - 蒲33 - 環八経由 蒲田駅東口行
  - 蒲40 - 六間堀・萩中経由 蒲田駅東口行 （毎時2本程度）
  - 蒲42・蒲43 - 六間堀・萩中経由 蒲田駅東口行
- 6番乗り場
  - 森21 - 六間堀・平和島駅経由 大森駅東口行 （毎時2本程度）
  - 蒲73 - 六間堀・六郷橋経由 蒲田駅東口行 （毎時2 - 3本程度）
  - 川77 - 六間堀・六郷橋経由 川崎駅東口行 （※朝のみ）

## その他
- 東京モノレールでは、2004年頃まで羽田空港方面のホームでは羽田空港への案内が、浜松町方面のホームでは京急線への乗り換え案内がそれぞれ放送されていた。なお、1998年3月まで駅の東側に同空港の国際線旅客ターミナルがあり、下車駅となっていたが、移転後は案内放送の内容が変更された。
- 1994年2月には日本テレビ系の情報番組『追跡』で旧羽田駅の解体直前のプラットホームの模様が放送された。
- 駅の西側には東海道貨物線のトンネルが通っている。かつては貨物線の旅客化とともに当駅付近に「空港口駅」を設け、乗換駅とする構想があったが、この貨物線の第一種鉄道事業者である東日本旅客鉄道（JR東日本）が東京モノレールを傘下に入れたのに伴い計画は白紙となった。後年に浮上した羽田空港アクセス線の計画では、当駅での乗り換えではなく空港ターミナルまで新規にトンネルを建設する予定となっている。ただ神奈川県では、いわゆる「羽田空港神奈川口」構想の一部として乗換駅の設置を要望している[25]。
- 2010年5月27日付のウェブ版『R25』内の記事「日本一カッコイイ駅名」の中で、当駅が「一番カッコイイ駅名」として紹介された。
- 当駅開業に先立ち、直通先の京成電鉄では仮称である『羽田空港口』の行先方向幕を作成しており、駅開業後も同社の一部の車両にそのコマが現存していた[26]。

## 隣の駅
京浜急行電鉄
 空港線
■エアポート快特・■快特
通過
■特急・■急行・■普通
穴守稲荷駅 (KK14) - 天空橋駅 (KK15) - 羽田空港第3ターミナル駅 (KK16)
東京モノレール
 東京モノレール羽田空港線
■空港快速・■区間快速
通過
■普通
整備場駅 (MO 06) - 天空橋駅 (MO 07) - 羽田空港第3ターミナル駅 (MO 08)